# Carpiquet
Carpiquet é uma comuna francesa na região administrativa da Normandia, no departamento Calvados. Estende-se por uma área de 5,89 km². Em 2010 a comuna tinha 2 771 habitantes (densidade: 470,5 hab./km²).